# Herrenvolk (The X-Files)
«Herrenvolk» es el primer episodio de la cuarta temporada de la serie de televisión estadounidense de ciencia ficción The X-Files. Se estrenó en la cadena Fox el 4 de octubre de 1996. Fue dirigido por R. W. Goodwin y escrito por el creador de la serie Chris Carter. «Herrenvolk» contó con apariciones especiales de Roy Thinnes y Brian Thompson, y presentó a Laurie Holden como el personaje recurrente Marita Covarrubias. El episodio ayudó a explorar la mitología general o la historia ficticia de The X-Files. «Herrenvolk» obtuvo una calificación Nielsen de 13,2, siendo visto por 21,11 millones de personas en su emisión inicial.
Al agente especial del FBI Fox Mulder (David Duchovny) se le muestra más evidencia de la abducción de su hermana por parte del misterioso Jeremiah Smith (Thinnes) y hace un intento desesperado por rescatarla, mientras es perseguido por el cazarrecompensas extraterrestre. El informante de Mulder, X, es descubierto por aquellos a quienes ha traicionado, con consecuencias fatales. «Herrenvolk» es la segunda parte de un episodio de dos partes, que continúa la trama del final de la tercera temporada, «Talitha Cumi».
«Herrenvolk» vio la muerte del personaje X de Steven Williams y contó con otra aparición de la hermana de Mulder, Samantha, un personaje descrito por Carter como la «sangre vital» de la serie, que apareció por última vez en el episodio doble de la segunda temporada, «Colony» y «End Game». El episodio contó con escenas filmadas con enjambres de abejas, lo que causó problemas debido a la dificultad de domar y dirigir a los animales. Otros efectos especiales en el episodio se lograron a través de la fotografía de control de movimiento.

## Argumento
En la zona rural de Alberta, Canadá, un instalador de líneas telefónicas es picado por una abeja mientras trabaja en lo alto de un poste. Cinco niños idénticos se acercan y observan cómo el liniero reacciona negativamente a la picadura, lo que hace que caiga al suelo y muera. Los chicos miran su cuerpo y luego se alejan en silencio.
En un sitio industrial remoto, Fox Mulder (David Duchovny), Dana Scully (Gillian Anderson) y Jeremiah Smith (Roy Thinnes) son abordados por el cazarrecompensas extraterrestre (Brian Thompson). Mulder y Smith huyen con Scully y el cazarrecompensas persiguiéndolos y finalmente llegan a un paseo marítimo. Mulder se acerca sigilosamente al cazarrecompensas y lo apuñala en el cuello con el estilete extraterrestre. Tanto él como Jeremiah escapan en un bote, dejando a Scully sola con el cazarrecompensas aparentemente muerto. Cuando se acerca al cuerpo, el cazarrecompensas se despierta y la estrangula, exigiendo saber a dónde se dirigen Mulder y Smith. Él la libera después de darse cuenta de que ella no tiene tal conocimiento.
En el bote, Mulder y Smith debaten si deben salvar a la madre de Mulder, Teena, a pesar del riesgo de que los Hombres de negro los esperen. Mulder finalmente acepta que sería demasiado peligroso visitarla. En cambio, se dirigen hacia Canadá en un auto robado, donde Smith dice que Mulder encontrará a su hermana, Samantha. Mientras tanto, el Primer Anciano (Don S. Williams) se encuentra con El fumador (William B. Davis) en la habitación del hospital de Teena, confrontándolo con fotos de su encuentro anterior con ella, tomadas por X (Steven Williams). Se dan cuenta de que hay una fuga y planean descubrir su origen publicando información falsa sobre Teena en peligro.
El cazarrecompensas se entera del paradero de Mulder al escuchar una llamada telefónica entre él y una cautiva Scully, dejándola para que los persiga a él y a Smith mientras Scully le informa a Mulder que el cazarrecompensas todavía los persigue. En Washington, Scully informa a Walter Skinner (Mitch Pileggi), quien le informa que los demás Jeremiah Smith han desaparecido. Scully y el agente Pendrell investigan los datos que recopilaban los Smith e intentan descifrar los archivos cifrados. Scully contacta a X, quien le dice que está relacionado con el programa de erradicación de la viruela de larga data del gobierno. X también le dice que cree que la vida de Teena está en peligro.
Mientras tanto, en Canadá, el auto de Smith y Mulder se queda sin gasolina. Caminando los últimos kilómetros a pie, se encuentran con el cadáver del electricista, grotescamente descompuesto y cubierto de hormigas. Jeremiah lleva a Mulder a un campo misterioso donde encuentran un grupo de niños idénticos; todas las chicas se parecen a Samantha a la edad en que fue abducida. Jeremiah le dice a Mulder que los niños clonados son drones, trabajadores que solían cuidar los campos, incapaces de hablar. Después de recuperar una lata de gasolina, Mulder intenta llevarse a uno de los clones femeninos, en contra de los deseos de Jeremiah. Sin embargo, el Cazarrecompensas llega y los persigue. Mientras los acorrala en una gran colmena de abejas, el cazarrecompensas es aplastado y picado repetidamente en una trampa instalada por el trío.
Scully y Pendrell informan a Skinner y a la Oficina de Responsabilidad Profesional sobre los datos que rastrean los Smith, que parecen ser una catalogación de seres humanos. Mientras tanto, el cazarrecompensas alcanza a Mulder, Smith y el clon y choca contra su automóvil con una camioneta. Después de dejar inconsciente a Mulder, el cazarrecompensas persigue a Jeremiah que huye. Mulder regresa al hospital para ver a su madre, resignado al hecho de que no puede salvarla. El Sindicato lleva a X a una trampa en el apartamento de Mulder, donde el Hombre de pelo gris le dispara. X se mete en el apartamento y escribe las letras «SRSG en su sangre antes de morir. Las letras llevan a Mulder a Marita Covarrubias (Laurie Holden), el asistente del Representante Especial del Secretario General de las Naciones Unidas. Covarrubias le dice a Mulder que los campos en Canadá han sido abandonados, pero le muestra una foto de los niños zánganos cuidando los arbustos. En el hospital, el fumador ordena al Cazarrecompensas que cure a la madre de Mulder, diciéndole que el enemigo más feroz es el que no tiene nada que perder.

## Producción

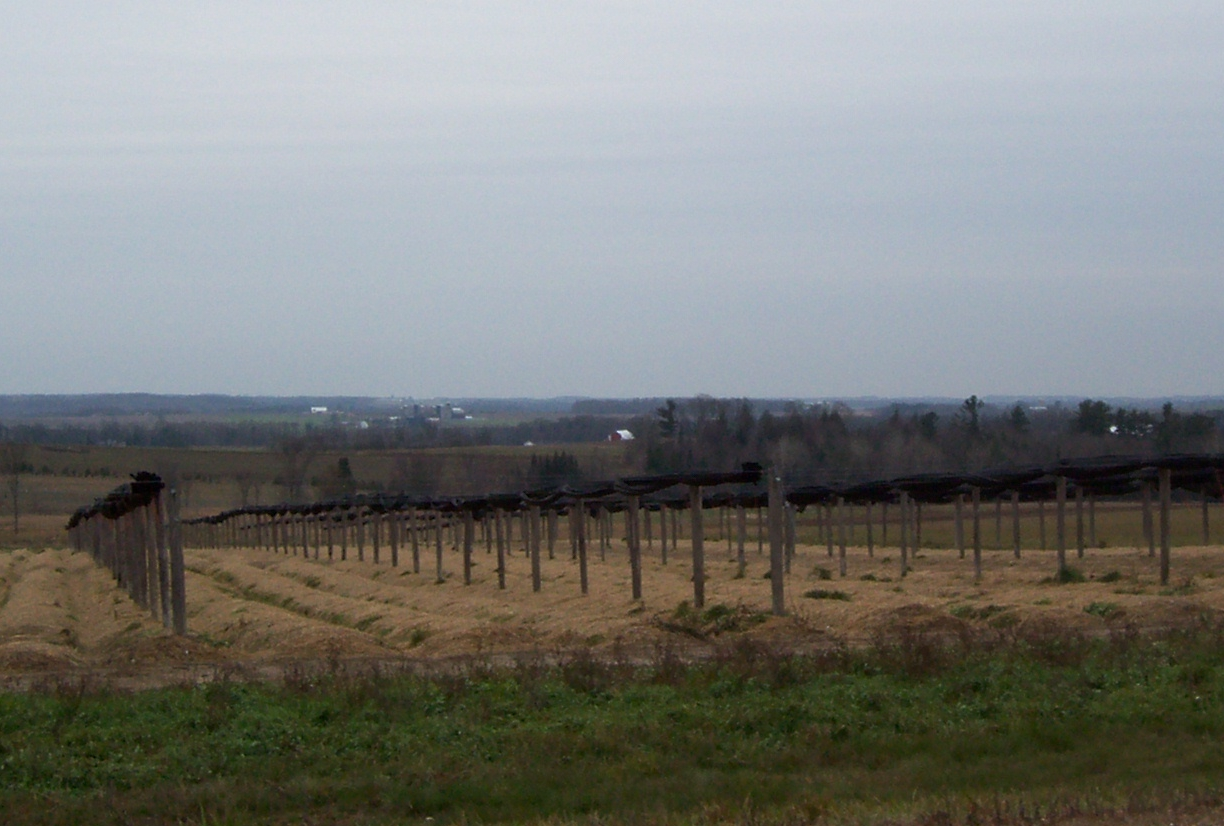
Las escenas del episodio se filmaron en un campo de ginseng en Kamloops, Columbia Británica (el campo en la foto es en Wisconsin).

La aparición de Samantha Mulder, esta vez como un clon de ella de cuando aún era una niña, se debió al deseo del creador de la serie Chris Carter de traerla de vuelta. Carter sintió que Samantha era un elemento importante del programa y se refirió a ella como parte del alma de la serie. La decisión de matar al personaje X se tomó al final de la tercera temporada. Los escritores sintieron que no podían hacer mucho con el personaje y decidieron que lo convertirían en un personaje más importante en el programa o que pagaría el precio por colaborar con Fox Mulder. Finalmente se decidieron por lo segundo. Esto da paso a la introducción de Marita Covarrubias al final del episodio, la última informante de Mulder.
Las tomas exteriores de los campos de cultivo en el episodio se filmaron en campos de ginseng, que el escritor Frank Spotnitz sintió que tenían una cualidad «de otro mundo». Estos campos estaban ubicados cerca de la ciudad de Kamloops, que está aproximadamente a tres horas y media en automóvil desde Vancouver; un lugar del que la producción rara vez se había desviado durante sus primeras cinco temporadas. El camión de peluquería, maquillaje y vestuario terminó perdiéndose mientras conducía allí. Se utilizó una red compuesta de fibra de vidrio utilizada por la industria aeronáutica para crear los panales a través de los cuales el cazarrecompensas extraterrestre persigue a Mulder.
La muerte de X fue una escena destacada en el episodio y se necesitaron varias tomas para completar la escena final; con Spotnitz sintiendo que «era una buena manera de despedirlo». El director R. W. Goodwin ha señalado que es responsable de dirigir los episodios que presentaron la muerte de X, Garganta Profunda, el padre de Mulder y la hermana de Scully.
Se utilizaron miles de abejas vivas durante la producción, con el entendimiento de que las abejas no picarían sin una reina presente. Sin embargo, esta teoría resultó incorrecta, y Vanessa Morley, quien interpretó a los clones de Samantha Mulder, fue picada durante la filmación. Se mantuvo callada y no reaccionó hasta que la escena terminó de filmarse, lo que llevó a Spotnitz a llamarla «una soldado». La apertura en frío del episodio, con múltiples niños clonados, se logró con fotografía de control de movimiento, lo que permitió que dos niños interpretaran los cinco clones; Se grabaron múltiples tomas con los niños en diferentes posiciones, y con la cámara controlada por una computadora para seguir exactamente los mismos movimientos en cada toma, se pudieron combinar perfectamente.
El título del episodio proviene de la palabra alemana para raza maestra. El lema de este episodio es «Everything Dies» (todo muere) en lugar del habitual «The Truth is Out There» (la verdad está ahí fuera). Esta frase es pronunciada por el cazarrecompensas a Mulder durante el episodio. Durante la producción de «Herrenvolk», Carter ya había comenzado las fases de preproducción de la adaptación cinematográfica de la serie, que se estrenaría en 1998.

## Recepción
«Herrenvolk» se estrenó en la cadena Fox el 4 de octubre de 1996. El episodio obtuvo una calificación Nielsen de 13,2 con una participación de 23, lo que significa que aproximadamente el 13,2 por ciento de todos los hogares equipados con televisión y el 23 por ciento de los hogares que miraban televisión sintonizaron el episodio. Un total de 21,11 millones de espectadores vieron este episodio durante su emisión original, lo que lo convierte en el primer episodio de The X-Files visto por más de 20 millones de personas.
En una descripción general de la cuarta temporada en Entertainment Weekly, «Herrenvolk» obtuvo una A−. Se señaló que el episodio «hace un buen uso de las ubicaciones», y la resolución ambigua del arco argumental de Jeremiah Smith se consideró positiva, ya que «abre la puerta a todo tipo de potencialidades provocativas». Escribiendo para The A.V. Club, Zack Handlen calificó el episodio con una B+, aunque sintió que adolecía de una «trama a flote». Handlen también describió el episodio como tenso por sí solo, pero que sufría de «estancamiento» cuando se presentaba como parte de la mitología en curso de la serie. Citó la muerte de X como un ejemplo de esto, sintiendo que la escena era «apropiadamente impactante» y quizás «una de las muertes más memorables de la serie»; sin embargo, la introducción casi inmediata de un personaje sucesor, Marita Covarrubias, fue visto como un «desinflaniento de la importancia» de los eventos.